# Чоповичі
Чопо́вичі — селище в Україні, адміністративний центр Чоповицької селищної громади Коростенського району Житомирської області. Розташоване в Центральному Поліссі, на лівому березі річки Ірша, за 20 км від Малина. Населення — 1770 осіб (на 2022 рік).

## Населення
За даними перепису населення СРСР 1939 року чисельність населення становила 1 506 осіб, з них українців — 746, росіян — 53, німців — 1, євреїв — 673, поляків — 17, чехів — 10, інших — 16.

## Історія
Історія Чоповичів бере свій початок з часів Великого князівства Древлянського (ІХ-Х століття). Засновником роду та селища Чоповичі став князь-воєвода Чоп, який за особливі бойові заслуги отримав від Великого князя Древлянського землю — нагороду, яку за переказами об'їхав на коні за день та на якій і було започатковано селище.
Тривалий час історія древлян та Древлянського князівства за різних історичних обставин замовчувалася та викривлялася. Особливо негативну роль відігравали залежність древлян від Києва, Литовсько-Польської держави, Російської та Радянської імперії, котрі були не зацікавлені в об'єктивному її висвітленні. Численні історичні джерела, артефакти (залишки укріплень тощо), давні перекази, історичні архіви підтверджують стародавність селища та його заснування князем Чопом Древлянським. Так історик-краєзнавець М. І. Брицун-Ходак в книзі «Тисячолітні веди Землі Древлян на стор. 417 стверджує »…Серед названих Чоповців, Скуратовців, Меленівців, Чопи-Чоповичі найдревніша гілка Старого Роду Х віку, генеза Роду має набагато древніший корінь… Древність Роду Чопів-Чоповичів не викликає сумнівів. Вони мають глибинний корінь Племен Полуденного Світу…". Факт отримання князем Ігнатом Чопом Древлянським Грамоти на отримання землі- нагороди підтверджують також багато істориків (В.Антонович, В.Тимошенко, М. І. Брицун-Ходак, В. Баранівський, А.Томашевський, Ю. М. Кононученко-Чопівський та інші).
Є помилковою думка, що назва селища походить від нащадка князя Чопа Древлянського Ігната Чопа який володів селищем та належав до околичної руської шляхти Великого князівства Литовського та представляв раніше надані документи на право володіння землею. За військові подвиги та заслуги предків він отримав підтвердження на володіння Чоповими землями, що було затверджено відповідними документами ВКЛ на межі XV та XVI сторіч..
1847 року в Чоповичах проживало понад 3500 жителів, з яких 283 сім'ї були з роду дворян Чопівських та 84 сім'ї з інших родів.
У другій половині XIX століття почали діяти фабрика гнутих меблів, миловарний і свічковий заводи, лісопильний завод, аптека. Працювали в цей час також 7 вітряків і 4 млини.
Станом на 1900 рік село Чоповичі входило до складу Малинської волості Радомисльського повіту Київської губернії. Населення становило 6250 осіб. У Чоповичах була православна церква, діяла церковно-парафіяльна школа. Діяло 7 водяних млинів, 7 вітряків та 1 паровий млин. Працювала аптека, був 1 фельдшер. У Чоповичах було 2 постоялих двори.
Чоповичі тоді займали більшу площу — пізніше зі складу поселення було виділене теперішнє село Барвінки.
1902 року було відкрито залізницю Київ-Ковель. За 5 км на північ від Чоповичів було відкрито однойменну залізничну станцію, збудовано гарну будівлю вокзалу.
10 листопада 1921 р. під час Листопадового рейду через Чоповичі проходила Волинська повстанська група (командувач — Юрій Тютюнник) Армії УНР. Перед цим вона на короткий час здобула станцію Чоповичі. При цьому ударна група Івана Ремболовича підірвала залізничну колію, і зрізала 10 телеграфних стовпів, зіпсувавши таким чином телеграфну лінію на довжині 400 метрів. Під час бою було захоплено у полон 60 бійців з роти 399-го стрілецького полку 133-ї бригади 45-ї стрілецької дивізії московських військ та здобуто 17 коней. Проте з Коростеня надійшов ворожий панцерний поїзд і група змушена була залишити станцію. У бою загинув підполковник Болеслав Мінаківський і був тяжко поранений полковник Степан Лисогор.
У 1920-ті у селі існувало 2500 господарств та проживало близько 15000 чоповичан, діяла українська та єврейська сільради.
1923 року Чоповичі стали центром однойменного району (ліквідований 1957 року).
Під час організованого радянською владою Голодомору 1932—1933 років загинуло 316 чол., на сьогодні встановлено імена 121 жителів селища.
20 жовтня 1938 року отримало статус селища міського типу.
Під час Другої світової війни 1943 року з 19 по 26 грудня за станцію Чоповичі йшли бої між радянським 25-м танковим корпусом та 1-ї танкової дивізії Вермахту, 1-ї танкової дивізії СС «Лейбштандарт» і 291-ї піхотної дивізії. В результаті червоноармійці відбили наступ.
11 жовтня 2014 року в Чоповичах урочисто перепоховано чотирьох воїнів Червоної армії, останки знайшли пошуковики ВГО «Закінчимо війну».

## Сьогодення
Чоповичі — мальовниче місце, на березі річки Ірша. Головним туристичним об'єктом є Пам'ятник легендарному князю Чопу Древлянському — засновнику Роду Чопів та селища Чоповичі. Місцем православного паломництва селища Чоповичі є урочище Кип'яче. В Чоповичах є два монастирі — чоловічий — Казанської ікони Божої Матері, та жіночий — Афонської ікони Божої Матері УПЦ МП. Урочище славиться цілющою водою, джерело ніколи не замерзало, навіть в найлютіші морози. При чоловічому монастирі є купальня, відкрита для всіх бажаючих. У сусідньому селі Загребля також дїє православний скит св. Силуана Афонського.
2010 року Чоповицькій загальноосвітній школі було надано статус гімназії. У гімназії навчається близько 400 дітей, у класах за спеціалізацією. Спортивні секції: міні-футболу, самбо, танцювальний тощо. Діє музична школа, при гімназії функціонує автошкола, де можна одержати посвідчення категорії В та С. Учні Чоповицької гімназії неодноразово перемагали у районних та обласних олімпіадах.
При гімназії діє історико-краєзнавчий музей, де було встановлено пам'ятник жертвам голодомору.

## Промисловість
- Меблева фабрика,
- Фабрика косметики «Ельфа» (виробництво тари та косметики),
- молочарня,
- лісопильні господарства,
- підприємства з вироблення блоків із коміркового бетону,
- каменерізки.

## Пам'ятки
- Рихти — гідрологічний заказник місцевого значення.
- На центральній площі селища — дві могили Героїв Радянського Союзу В. З. Вайсера і П. Ф. Захарченко. На постаменті встановлено танк Т-34.
- Пам'ятник легендарному князю Чопу Древлянському — засновнику Роду Чопів та селища Чоповичі. Споруджено за ініціативи професора Баранівського В. Ф., підтримки відомих науковців та освітян України, громади смт. Чоповичі та за кошти меценатів. Пам'ятник відкрито 24 червня 2020 року в сквері Чопович.
- Недалеко від селища розташовані два православних монастиря — жіночого монастиря на честь Афонської ікони Божої Матері і чоловічий Казанської ікони Божої Матері в урочищі Кип'яче

## Відомі люди
З Чоповичів походить родина І. А. Фещенка-Чопівського (*1884 — †1952) — вчений-металург, громадський і політичний діяч, міністр Центральної Ради та Директорії.
Уродженцями селища є:
- Лариса Письменна (*1914 — †1992) — українська письменниця, автор дитячих казок, оповідань. На фасаді місцевої школи в її честь встановлено пам'ятну дошку.
- Степан Кириченко (*1911 — †1988) — заслужений діяч мистецтв України, народний художник УРСР. На його честь встановлено пам'ятну дошку на фасаді місцевої школи.
- Фещенко Василь Іванович — Член Національної Спілки Художників України. Народний художник України.
- Баранівський Василь Федорович  — заслужений працівник освіти України, академік НАНВО України, УАПН, доктор філософських наук, професор, полковник у відставці, Ветеран ЗСУ, учасник бойових дій.
- Кириченко Дмитро Володимирович (1996—2022) — український військовослужбовець.  Загинув під час звільнення від окупантів села Лук'янівка на Київщині[8].
- Шеремет Руслан Русланович (1995—2023) — український військовослужбовець [9][10].
- Прокопенко Вадим Сергійович (1984—2023)— український військовослужбовець 78 ОДШП. Загинув від підриву міни в районі села Мала Токмачка Запорізької області [11][12]

- Чоповичі, церква святої Трійці
- Чоповичі, ворота жіночого монастиря
- Чоповичі, купальня, підмивальня чоловічого монастиря

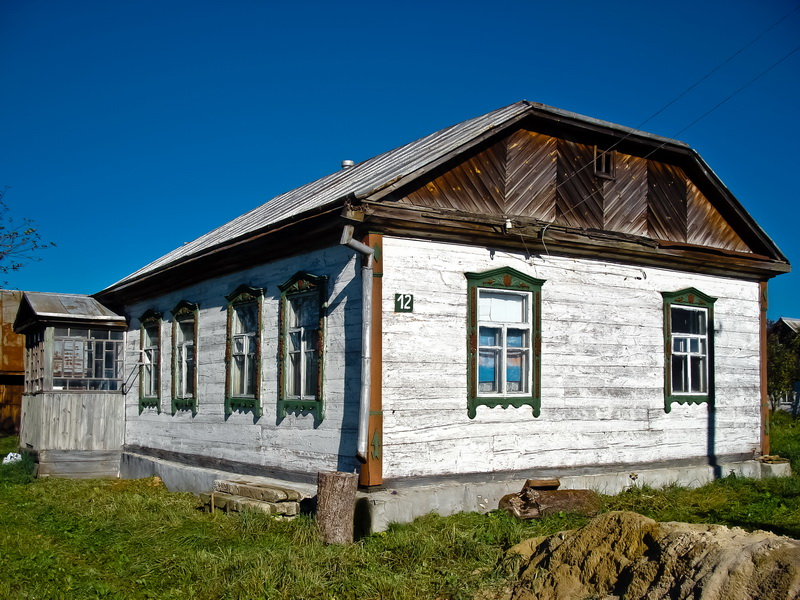
Одна зі старих хат селища